# Лорін Михайло Васильович
Михайло Васильович Лорін (6 вересня 1909 — 5 грудня 1985) — штурман ескадрильї 1-го гвардійського мінно-торпедного авіаційного полку 8-ї мінно-торпедної авіаційної дивізії ВПС Червонопрапорного Балтійського флоту, гвардії капітан, Герой Радянського Союзу.

## Біографія
Народився 6 вересня 1909 року в місті Маріуполь. Працював інженером аерозйомки в Якутії.
У військово-морському флоті з грудня 1941 року. Учасник Німецько-радянської війни з липня 1942 року. До вересня 1944 року здійснив 142 бойових вильоти, потопивши 7 транспортів противника.
5 листопада 1944 року за зразкове виконання бойових завдань командування і проявлені при цьому мужність та героїзм, гвардії капітану Лоріну Михайлу Васильовичу присвоєно звання Героя Радянського Союзу з врученням ордена Леніна та медалі «Золота Зірка».
Учасник радянсько-японської війни 1945 року.
Із 1968 року полковник Лорін в запасі. Жив у Ленінграді.
Похований на Красненькому кладовищі.